# 363. strelska divizija (ZSSR)
363. strelska divizija (izvirno rusko 363. стрелковая дивизия; kratica 363. SD) je bila strelska divizija Rdeče armade v času druge svetovne vojne.

## Zgodovina
Divizija je bila ustanovljena septembra 1941 v Sverdlovsku. Marca 1942 je bila preimenovana v 22. gardno strelsko divizijo. Pozneje je bila ponovno ustanovljena.